# (7088) Ishtar
(7088) Ishtar (1992 AA) – planetoida z grupy Amora.

## Odkrycie
Planetoida została odkryta 1 stycznia 1992 roku w Palomar Observatory przez amerykańską astronom Carolyn Shoemaker. Nazwa planetoidy pochodzi od sumeryjskiej bogini Isztar.

## Orbita
Orbita 7088 Ishtar nachylona jest do płaszczyzny ekliptyki pod kątem 8,29°. Na jeden obieg wokół Słońca ciało to potrzebuje 2,79 roku, krążąc w średniej odległości 1,98 j.a. od Słońca. Mimośród orbity tej planetoidy to 0,389.

## Właściwości fizyczne
Ishtar ma średnicę ok. 1,5 km. Jego jasność absolutna to 16,7m. Okres obrotu tej planetoidy wokół własnej osi to 2,679 godziny.

## Satelita planetoidy
Na podstawie obserwacji zmian krzywej blasku odkryto w pobliżu tej asteroidy naturalnego satelitę o średnicy szacowanej na 0,6 km. Odkrycia tego dokonano w Obserwatotium Ondrejow, bazując na obserwacjach Ishtar wykonanych od 23 do 29 stycznia 2006, a poinformowano 31 stycznia 2006 roku. Obydwa składniki układu obiegają wspólny środek masy w czasie ok. 20,65 godziny. Półoś wielka orbity satelity Ishtar wynosi ok. 3 km.
Oznaczenie prowizoryczne księżyca to S/2006 (7088) 1.